# Atentados de Baluchistán de 2024
Los atentados de Baluchistán de 2024 ocurrieron el 7 de febrero de 2024 en la provincia de Baluchistán al suroeste de Pakistán, cuando dos bombas estallaron en oficinas electorales, matando al menos a 30 personas, teniendo como blanco oficinas de campaña electoral en la víspera de las elecciones generales. Al menos hubo 40 personas heridas. El Estado Islámico (ISIS) reivindicó ambas bombas, y se dice que ambos ataques se llevaron a cabo con motocicletas cargadas con explosivos.

## Antecedentes
En la campaña para las elecciones generales del 8 de febrero, se produjeron varios ataques teniendo como objetivo instalaciones electorales, en la provincia de Baluchistán, algunas de las cuales fueron reivindicados por el Ejército de Liberación de Baluchistán, que había instado a que se boicotearan las votaciones. Más de dos docenas de ataques se reportaron por toda la provincia en la semana anterior a las bombas, mientras que el ministro del Interior interino de la provincia, Muhammad Zubair Jamali dijo que casi el 80 % de los 5.028 lugares de población en Baluchistán habían sido declaradas «sensibles». Jamiat Ulema-e-Islam (F) (JUI-F), cuyas oficinas fueron el objetivo del segundo ataque, había visto previamente cómo uno de sus mítines había sido objetivo de un atentado suicida reivindicado por el Estado Islámico del Gran Jorasán (ISIS-K) en julio de 2023.

## Acontecimientos
La primera bomba, causada por un artefacto explosivo improvisado (AEI) que fue colocado en una motocicleta, mató al menos a 16 personas en el exterior de la oficina del candidato independiente Asfand Yar Khan Kakar en Pishin. ISIS declaró que su objetivo era una reunión electoral. El subcomisario de Pishin, Jumadad Mandokhail, dijo que todas las víctimas eran partidarios de Kakar y que el atentado se produjo en el bazar de Khanozai.. Otras 23 personas resultaron heridas. A los heridos los llevaron al hospital Superintendente Médico, con sede en Tehsil, para ser tratados. Se supone que el ataque ocurrió cuando el candidato estaba en una reunión con su agente de encuestas, según la BBC. Alrededor de una hora y media más tarde, se produjo una segunda explosión en las oficinas del JUI-F matando a 12 personas e hiriendo a 18, cuatro críticos, en un bazar en el distrito de Qilla Saifullah. El comisionado adjunto de Qilla Saifullah dijo que la explosión se originó con un dispositivo colocado en una motocicleta aparcada cerca de la oficina. En el momento de la explosión, había un elevado número de trabajadores dentro del edificio, según informes policiales. Algunos de los heridos fueron llevados por helicóptero hasta la capital de la provincial, Quetta.

## Consecuencias
El Ministerio de Asuntos Exteriores anunció el cierre de las fronteras del país con Afganistán e Irán hasta el 9 de febrero para garantizar la seguridad durante la elección.
El Estado Islámico reivindicó la responsabilidad de ambos ataques en una declaración en Telegram. Publicaron una declaración en su agencia de propaganda, Amaq, asumiendo la responsabilidad por las bombas, señalando que la bomba en Pishin mató e hirió alrededor de 45 «apóstatas», y la bomba en Killa Saifullah mató e hirió a otros 35. El 9 de febrero, Relaciones Públicas Inter-Servicios, el ala de comunicación del ejército pakistaní, hizo una declaración afirmando que el cerebro de las bombas fue muerto durante una operación basada en la inteligencia. Según ellos, Abdul Shakoor de ISIS, quien supuestamente planeaba llevar a cabo más ataques de perfil alto en Baluchistán, fue muerto en un tiroteo en el distrito de Killa Saifullah.

## Reacciones

### Interiores
El presidente Arif Alvi condenó los ataques y expresó su simpatía por las familias de las víctimas del ataque. El primer ministro interino Anwaar ul Haq Kakar denunció los ataques y expresó sus condolencias a las familias de los muertos, prometiendo que «todo intento de sabotear la situación de ley y orden será frustrado» y afirmando el compromiso del gobierno de celebrar las elecciones en paz. El gobierno provincial de Baluchistán anunció tres días de luto pero enfatizó que las elecciones se celebrarían conforme estaban programadas. El líder de la Liga Musulmana de Pakistán (N) Nawaz Sharif condenó los ataques, diciendo que ellos «no puede apagar nuestros espíritus»". El anterior presidente Asif Ali Zardari y presidente del Partido del Pueblo de Pakistán Bilawal Bhutto Zardari condenaron los ataques, expresando «profundo dolor y lamentos» por la pérdida de vidas. Bilawal dijo que quienes planearon los ataques debían ser «severamente castigados» de acuerdo con la ley, y que tomar por objetivo a los civiles es un acto de barbarie.

### Internacional
La Alta Comisionada británica para Pakistán Jane Marriott dijo estar «abrumada» por los ataques y condenó «a aquellos que buscan impedir que la gente vote».
El ministro de Asuntos exteriores egipcio condenó los ataques y expresó sus condolencias y simpatía al gobierno y el pueblo de Pakistán. También reafirmó su postura en contra del terrorismo, pidiendo a las naciones que corten las fuentes de financiación y no permitan refugios seguros para los terroristas.
El portavoz de la embajada iraní en Islamabad denunció las bombas y expresó su condena por la pérdida de las vidas y las lesiones causadas por el incidente. También transmitió la solidaridad de Irán con el pueblo paquistaní.
El ministerio de asuntos exterios saudí condenó los atentados «en los términos más enérgicos», afirmando su postura en contra del terrorismo y el extremismo y expresando su solidaridad con Pakistán y su pueblo.
El ministerio emiratí de Asuntos Exteriores afirmó la enérgica condena de los EAU de tales actos criminales y su permanente rechazo de toda forma de violencia y terrorismo. El ministerio expresó sus sinceras condolencias y simpatía hacia el gobierno de Pakistán y las familias de las víctimas, así como su deseo de una rápida recuperación de los heridos.

### Organizaciones
El secretario general de la ONU António Guterres «condenó enérgicamente» estos atentados, y su portavoz añadió que los ataques estaban «claramente relacionados» con las elecciones que se celebrarían al día siguiente .
Amnistía Internacional expresó su preocupación por la escalada de la violencia contra candidatos electorales y entidades políticas, particularmente en Baluchistán y Khyber Pakhtunkhwa tras los atentados. Condenó la violencia, calificándolo como «una flagrante infracción del proceso democrático» y una violación de los derechos humanos.